# 三浦貞広
三浦 貞広（みうら さだひろ、生没年不詳）は、日本の戦国時代の武将。道祖（才）五郎、次郎。能登守と称したとも考えられる。父は三浦貞久。兄に貞勝。
天文17年（1548年）9月16日の父・貞久の病死を受けて家督を相続。以降惣領として出雲尼子氏のもとにあったが、後に帰国。牧尚春等と共に、三村家親によって没落した三浦氏の再興を目指した。そして永禄9年（1566年）2月、三村家親が宇喜多直家に美作国籾村の興善寺で暗殺されたのに乗じて所領を奪回した。
しかし永禄11年（1568年）2月19日、毛利元就に攻められて叔父三浦貞盛が死去、居城である高田城も落城し所領を追われた。元亀元年（1570年）、山中幸盛の支援を得て所領を奪回した。
天正2年（1574年）に浦上宗景と宇喜多直家が対立した際には浦上氏に与同し、備中国の三村元親を同盟に引き入れた。このことから宇喜多氏と交戦、更に翌3年（1575年）には備中国を平定した毛利氏の侵攻を受けるに至って、同年9月、宇喜多直家の周旋により降伏した（天神山城の戦い）。
以降貞広は天正10年（1582年）に備中高松合戦に参陣、その後播磨国林田で病死したとされる（「高田城主次第」）。